# Wybory parlamentarne na Białorusi w 2019 roku
Wybory parlamentarne na Białorusi w 2019 roku odbyły się 17 listopada 2019. Białorusini wybierali w okręgach jednomandatowych 110 członków Izby Reprezentantów.

## Okoliczności wyborów
Prezydent Białorusi Alaksandr Łukaszenka w kwietniu 2019 podczas corocznego orędzia ogłosił zamiar przeprowadzenia wyborów do Izby Reprezentantów 7 listopada 2019. Prawidłowo powinny się one odbyć w sierpniu 2020, zostały jednak przyspieszone o 10 miesięcy z powodu zbieżności z planowanymi wyborami prezydenckimi. W sierpniu 2019 prezydent podpisał dekret, zmieniający termin wyborów do Izby na 17 listopada. Centralna Komisja Wyborcza (CKW) spośród 703 chętnych kandydatów zarejestrowała na listach wyborczych 560 (odmówiono m.in. Alenie Anisim i Hannie Kanapackiej – politykom opozycyjnym będącym członkami Izby w latach 2016–2019. W czasie kampanii wyborczej dochodziło do przypadków zastraszania niezależnych obserwatorów, jak również utrudniania im wglądu w proces liczenia głosów. Mimo wszystko wybory odbyły się bez istotnych incydentów.

## Oficjalne wyniki
| Partia                                       | Liczba mandatów | +/− |
| -------------------------------------------- | --------------- | --- |
| Komunistyczna Partia Białorusi               | 11              | +3  |
| Republikańska Partia Pracy i Sprawiedliwości | 6               | +3  |
| Partia Liberalno-Demokratyczna               | 1               | 0   |
| Białoruska Partia Patriotyczna               | 2               | -1  |
| Białoruska Partia Agrarna                    | 1               | 0   |
| niezależni                                   | 89              | -5  |
| Suma                                         | 110             | 0   |
| Frekwencja                                   | 77,2%           | –   |
| Źródło: Partie i wybory w Europie            |                 |     |

## Galeria

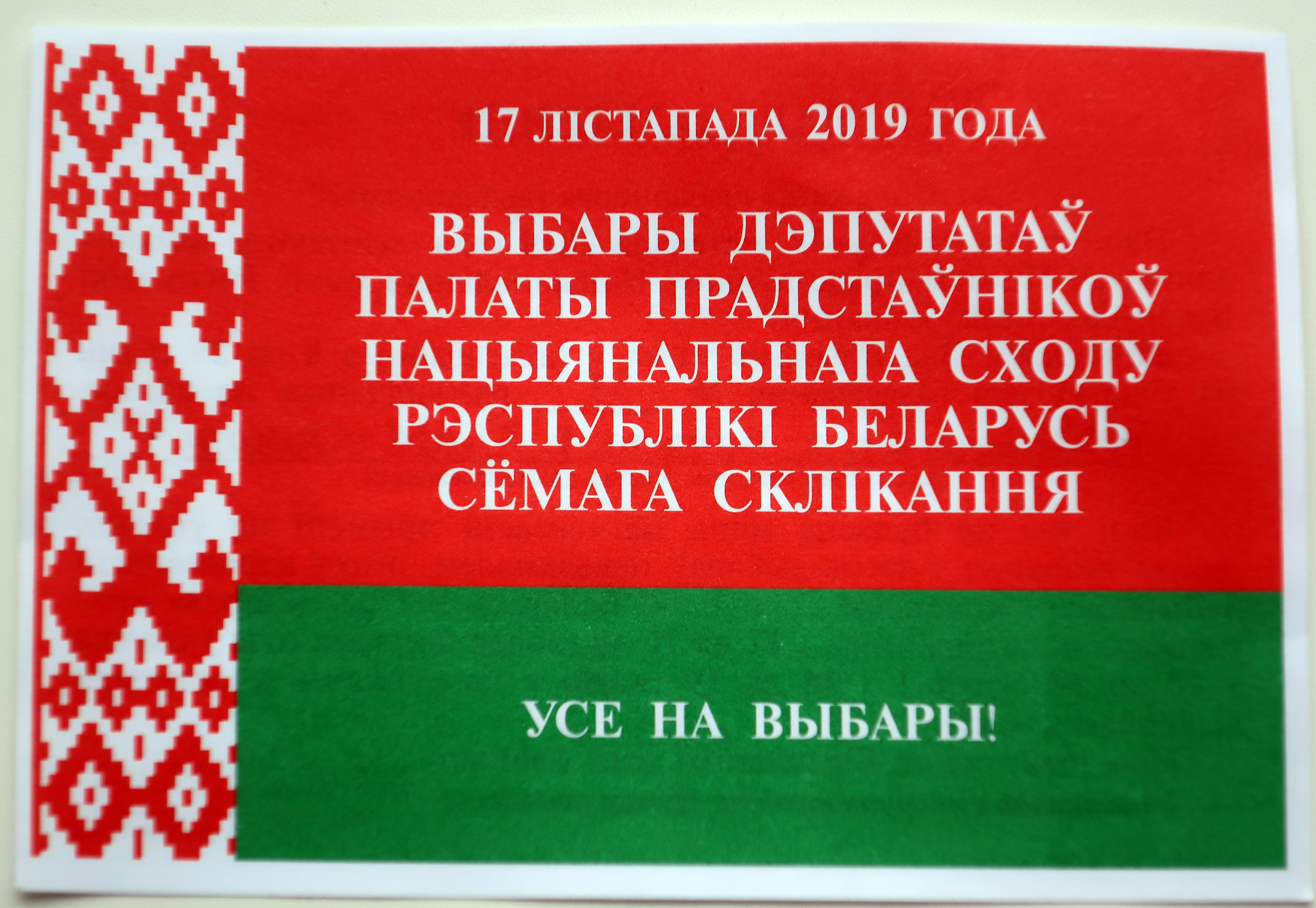
Imienne zaproszenie do wzięcia udziału w wyborach (awers)
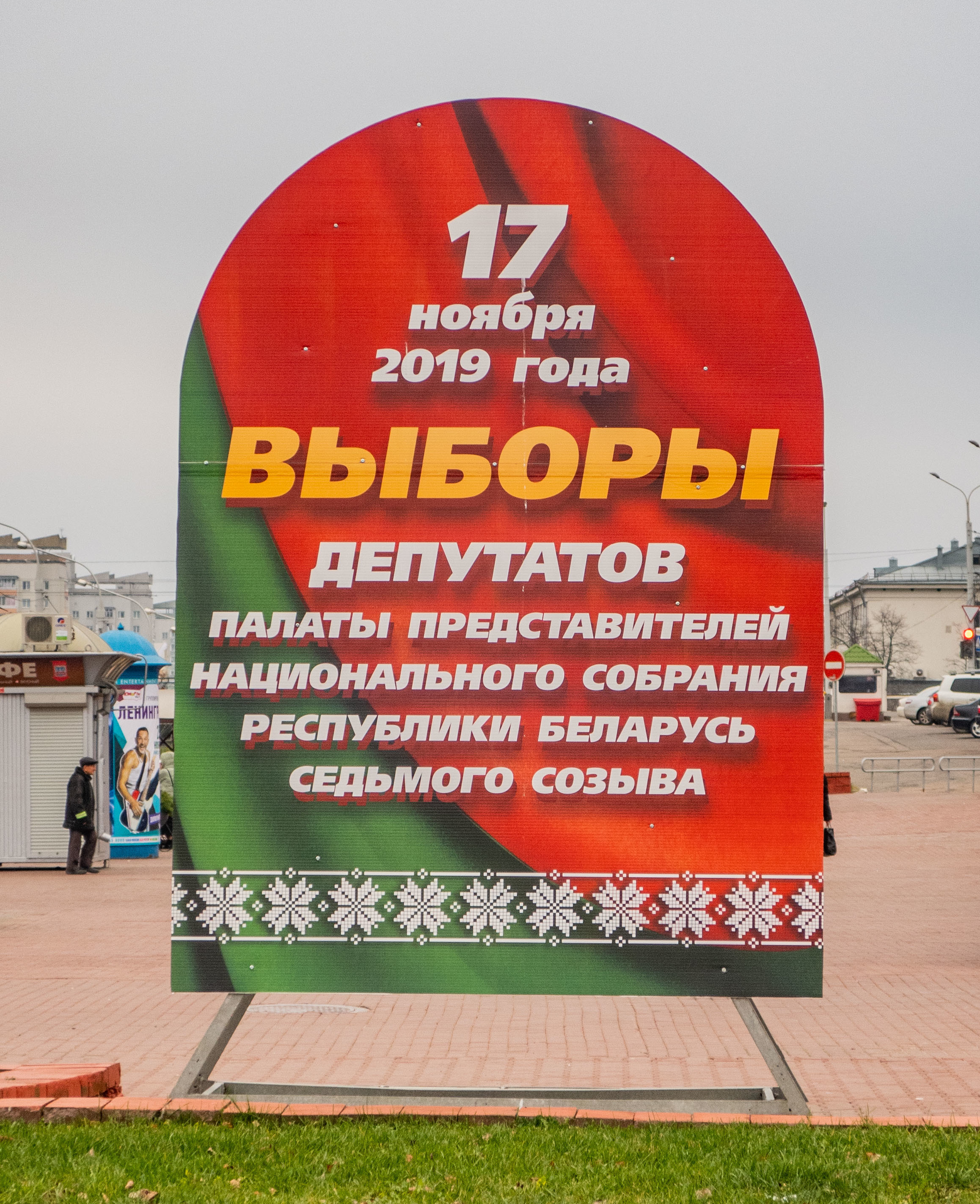
Baner uliczny z zaproszeniem do głosowania
Wyniki wyborów z podziałem na okręgi